# VdB 2
vdB 2 (également connue sous le nom de Ced 1) est une petite nébuleuse diffuse, visible dans la constellation de Cassiopée.
Elle est située à la frontière avec la constellation de Céphée, à environ 1,5° au sud-est du complexe nébuleux de NGC 7822. Elle est illuminée par une étoile de magnitude 10, l'étoile bleu-blanc de la séquence principale HIP 1077, située dans le bras d'Orion vers le bord est du complexe de Céphée. La nébuleuse reflète la lumière bleue de l’étoile, prenant elle-même une couleur bleuâtre. Les régions environnantes montrent des signes évidents d’obscurcissement par de la poussière non éclairée. Sa distance est estimée à 1 100 parsecs (environ 3 590 années-lumière).